# Florame
Florame est une entreprise de produits d'aromathérapie biologique et de cosmétiques biologiques. L'entreprise est basée à Saint-Rémy-de-Provence.
En France, la marque est distribuée dans environ 1200 points de vente dont 1 boutique en nom propre : la boutique Florame de Saint-Rémy-de-Provence.
Dans le reste du monde, la marque est présente dans plus de 35 pays.
En 1992, l'entreprise reçoit le prix Jacques-Léon.

## Historique de Florame
1990 La 1re boutique Florame et le Musée des Arômes sont créés à St Rémy de Provence par Michel Sommerard, spécialiste reconnu des huiles essentielles, défenseur de l’agriculture biologique en France et père de l'aromatologue et parfumeur Jean-Charles Sommerard.
Création du laboratoire et développement de la première ligne de produits d’aromathérapie.
1993 Ouverture d’une seconde boutique Florame à Paris dans le 6e arrondissement rue Dupuytren.
2002 Participation à la création de Cosmebio en partenariat avec d'autres laboratoires cosmétiques. Implantation de nouvelles boutiques en France et à l’étranger, création des lignes cosmétiques Femme et Homme.
Création du premier site internet Florame.
2003 Construction d'un nouveau laboratoire de 1 200 m2 à St Rémy de Provence.
2007 Construction d’un second bâtiment logistique de 1 200 m2.
Ouverture du Centre de Soins Bio Florame à Saint Rémy de Provence.
Création de Florame Madagascar, projet éthique pour la collecte et la culture de plantes bios, afin d’assurer une autoproduction d’huiles essentielles de haute qualité.
2011 Lancement de la gamme cosmétique au Lys Blanc Bio Lys Perfection.

## Produits certifiés biologiques
L’ensemble des gammes Florame bénéficient des certifications Biologiques : 
- AB (agriculture biologique)
- ECOCERT et Ecocert Contrôle
- Cosmétique bio (charte cosmébio)[9],[10],[2],[11]